# Palitana
Palitana è una suddivisione dell'India, classificata come municipality, di 51 934 abitanti, situata nel distretto di Bhavnagar, nello stato federato del Gujarat. In base al numero di abitanti la città rientra nella classe II (da 50 000 a 99 999 persone).

## Geografia fisica
La città è situata a 21° 31' 0 N e 71° 49' 60 E e ha un'altitudine di 66 m s.l.m..

## Vegetarianismo
Nel 2014, Palitana è diventata la prima città legalmente vegetariana del mondo. Ha messo fuori legge, o reso illegale, l'acquisto e la vendita di carne, pesce e uova, e anche lavori correlati come la pesca o scrivere "alimentari animali".

## Società

### Evoluzione demografica
Al censimento del 2001 la popolazione di Palitana assommava a 51 934 persone, delle quali 26 782 maschi e 25 152 femmine. I bambini di età inferiore o uguale ai sei anni assommavano a 7 802, dei quali 4 174 maschi e 3 628 femmine. Infine, coloro che erano in grado di saper almeno leggere e scrivere erano 33 365, dei quali 19 102 maschi e 14 263 femmine.